# Marek Pakosta
Marek Pakosta (Litomyšl, 21 april 1969) is een voormalig beachvolleyballer uit Tsjechië. Met Michal Palinek werd hij in 1996 Europees kampioen en nam hij deel aan de Olympische Spelen.

## Carrière
Pakosta speelde in 1994 zijn eerste internationale beachvolleybaltoernooien toen hij met Palinek in de FIVB World Tour debuteerde. Het duo werd vijfde in Marseille en negende in Fortaleza. Het seizoen daarop namen ze deel aan zestien toernooien in het mondiale circuit. Ze kwamen daarbij tot een zevende (Marseille) en twee negende plaatsen (Enoshima en Bali). In 1996 werden Pakosta en Palinek in Pescara Europees kampioen ten koste van het Duitse tweetal Jörg Ahmann en Axel Hager. Daarnaast deden ze mee aan het eerste olympische beachvolleybaltoernooi in Atlanta. Het als zestiende geplaatste duo verloor in de tweede ronde van het als eerste geplaatste Braziliaanse duo Franco Neto en Roberto Lopes en werd in de herkansing uiteindelijk uitgeschakeld door John Child en Mark Heese uit Canada. In de World Tour waren Pakosta en Palinek verder actief op negen toernooien met een vijfde plaats in Marbella als beste resultaat.
Het jaar daarop wisselde Pakosta van parter naar Milan Džavoronok. Bij acht reguliere FIVB-toernooien behaalde het tweetal een zevende plaats in Berlijn. Bovendien namen ze deel aan de kwalificaties voor de eerste officiële wereldkampioenschappen in Los Angeles waarbij ze niet door wisten te dringen tot het hoofdtoernooi. In 1998 deden de twee mee aan tien internationale wedstrijden waarbij ze twee negende plaatsen behaalden (Oostende en Moskou). Bij de EK op Rodos eindigden ze als vierde achter de Noren Vegard Høidalen en Jørre Kjemperud. Het daaropvolgende seizoen speelde Pakosta met Přemysl Kubala. Bij de WK in Marseille wist het duo opnieuw het hoofdtoernooi niet te bereiken en bij de overige acht toernooien kwamen ze niet verder dan drie dertiende plaatsen. Met Džavoronok werd hij verder negende bij het Open-toernooi van Tenerife en negende bij de EK in Palma. In 2000 waren Pakosta en Džavoronok actief op vijf toernooien waarna Pakosta zijn internationale beachvolleybalcarrière beëindigde.

## Palmares
Kampioenschappen
- 1996:  EK